# ファミリーテンス東京
ファミリーテンス東京は日本クラブバスケットボール連盟に登録するクラブチームである。代表でも活躍した関口聡史や花等尋将らが所属している。

## 歴史
1982年に創部、文京区バスケットボール協会に所属。元々は文京十中のOBが集まって立ち上げたチームであった。1999年当時、日本リーグ(JBL)所属のバスケットボールチームの廃部が相次いで起こっていたが、チームが廃部となった丸紅トレーダーズの選手が複数名移籍したことをきっかけに、他JBLチームや関東の強豪大学出身の有望選手が続々と集まり、東京の強豪クラブバスケットボールチームのひとつとなった。
主な戦績は以下の通り。
1996年度
東京都クラブ選手権準優勝
関東クラブ選手権ベスト8
1999年度
東京都クラブ選手権準優勝
2000年度
東京都夏季選手権優勝
富山国体出場
東京都総合選手権第3位
東京都クラブ選手権優勝
関東クラブ選手権優勝
全国クラブ選手権第3位
2001年度
東京都夏季選手権優勝
宮城国体第5位
東京都総合選手権優勝
関東総合選手権準優勝
東京都クラブ選手権優勝
関東クラブ選手権優勝
全国クラブ選手権ベスト8
2002年度
東京都夏季選手権優勝
高知国体出場
東京都総合選手権準優勝
東京都クラブ選手権優勝
関東クラブ選手権準優勝
全国クラブ選手権第3位
2003年度
東京都夏季選手権第3位
東京都クラブ選手権優勝
関東クラブ選手権準優勝
全国クラブ選手権準優勝
2004年度
東京都夏季選手権第3位
埼玉国体出場
東京都クラブ選手権準優勝
関東クラブ選手権準優勝
全国クラブ選手権ベスト16
2005年度
東京都クラブ選手権第3位
2006年度
東京都クラブ選手権ベスト8
2007年度
東京都クラブ選手権ベスト8
2008年度
東京都クラブ選手権準優勝
関東クラブ選手権第5位
全国クラブ選手権ベスト16
2010年度
東京都総合選手権準優勝